# Ab Iove principium

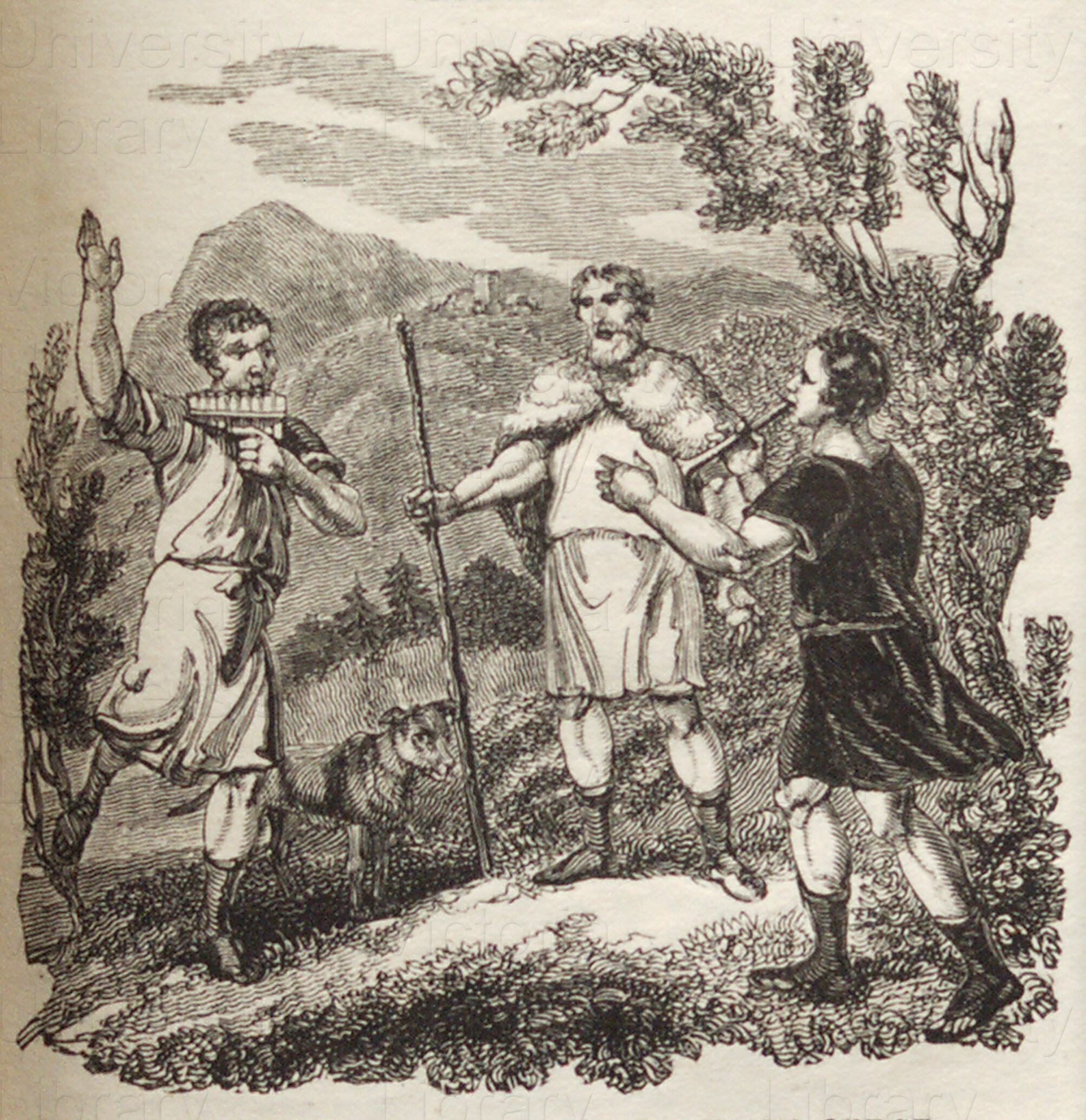
De herders Damaetas en Menalcas houden een zangwedstrijd voor Palemon, scheidsrechter. Illustratie in Bucolica van Vergilius

Ab Iove principium is een zinsnede in het Latijn afkomstig uit de Bucolica, derde Ecloge, vers 60, geschreven door de Romeinse dichter Vergilius. Vergilius gebruikt hier het begin van een gedicht van de Oudgriekse schrijver Aratus: Ἐκ Διὸς ἀρχώμεσθα. De volledige zin is: Ab Iove principium Musae, Iovis omnia plena; ille colit terras, illi mea carmina curae. Dit betekent in het Nederlands: Het begin van een lied ligt bij Jupiter; alle zaken zijn van Jupiter doordrongen; hij heeft de aarde lief; hij geeft iets om mijn gezangen.
Vergilius gebruikt de woorden Ab Iove principium nog in een ander werk van hem, namelijk in de Aeneis, Boek VII, vers 219: Ab Iove principium generis …. Hier stelde Vergilius dat de Trojanen een afkomst hebben die teruggaat tot de goden, met name Jupiter.
Een onbekende schrijver uit de eerste eeuw gebruikte dezelfde woorden wanneer hij een gedicht van Aratus naar het Latijn vertaalde. Indien deze schrijver Germanicus zou zijn, sprak hij met deze woorden tot keizer Tiberius of tot de vergoddelijkte Augustus: Ab Iove principium magno deduxit Aratus ….
Cicero vertaalde hetzelfde gedicht van Aratus naar het Latijn doch met een andere interpretatie: Ab Iove Musarum primordia …

## Vergilius
In de Bucolica zingen de herders Damaetas en en Menalcas afwisselend tot elkaar, gezeten in het gras (Derde ecloge, vers 55). De woorden Ab Iove principium komen uit de mond van Damaetas. Damaetas zet hiermee de beurtzangen in. Palemon is de scheidsrechter in deze zang- en dichtwedstrijd.

## Latere betekenis
In latere eeuwen werd de naam van Jupiter vervangen door deze van de christelijke God. De drie woorden Ab Iove principium betekenen dan zoveel als Met Jupiter/God is ons begin. Dit werd dan later: Laat ons met het belangrijkste beginnen of ook Ere wie ere toekomt.